# Oscar Eberle
Oscar Eberle   (Rotterdam, 18 de juliol de 1883 - Rotterdam, 29 de juny de 1943) va ser un violoncel·lista i educador musical neerlandès.
El seu pare era Oscar Oberle, també violoncel·lista, la seva mare era Alwina Alice Anna Stambeke. Dos germans també es van dedicar a la música, un altre germà es va convertir en artista. Oscar es va casar amb la violinista Fieta Dermont de qui es va divorciar el 1928 i després es va casar amb Christina Hulsinga. Va ser oficial de la instrucció pública. Oscar Eberle va ser enterrat al cementiri general de Crooswijk, on també es trobava el seu pare. El 1948 es va descobrir una placa amb el seu nom al "Museum Boijmans Van Beuningen" després d'un disseny de Han Rehm, que posteriorment va ser traslladat a la sala de concerts De Doelen.
Va rebre la seva formació musical del seu pare, que també era professor a la "Rotterdam Music School". Després va actuar com a solista als Països Baixos i Alemanya, d'on provenia la família (l'avi era músic de la ciutat de "Crossen an der Oder"). Posteriorment, als disset anys, Eberle es va unir a la Concertgebouw Orchestra de Willem Mengelberg, seguida per les orquestres de Baden-Baden i Coblença i l'orquestra de l'òpera de l'alta alemanya de Rotterdam i l'òpera italiana d'Amsterdam (juntament amb la seva dona Fieta). Als Països Baixos va tocar al trio de música de cambra Louis Wolff, Anton Verheij i Eberle, l'anomenat trio de Rotterdam. També va ser professor de violoncel a l'escola de música per a música de Leiden. El 1918 va ser professor titular de violoncel al Conservatori de Rotterdam, càrrec que va ocupar fins a la seva mort.
El violoncel·lista Isaac Mossel (1870-1923), en les seves memòries diu que va estudiar amb el professor Oscar Eberle; per concordança de dates de naixement, hom creu que es devia tractar del pare d'aquest Oscar Eberle.
Al seu funeral, Jules Zagwijn (el seu alumne), Anton Kaltwasser (dels concerts d'Eberle-Kaltwasser), Adolphe Poth i Phons Dusch, aquests dos últims van ser membres posteriors del trio de Rotterdam.